# World Federation of Advertisers
World Federation of Advertisers (WFA), tidigare International Union of Advertisers Associations/Union internationale des associations d'annonceurs (UIAA), är en belgisk internationell branschorganisation som företräder den globala annonsörsgemenskapen. WFA har fler än 150 av världens största varumärken och fler än 60 nationella annonsörsföreningar anslutna till sig. Branschorganisationens medlemmar spenderar årligen uppemot 900 miljarder amerikanska dollar, vilket motsvarar 90 % av vad som spenderas på reklam och marknadsföring i världen.

## Historik
År 1953 höll greven Metello Rossi di Montelera, som en tid ledde dryckestillverkaren Martini & Rossi, ett sammanträde i Stresa i Italien och annonsörföreningar från Belgien, Danmark, Frankrike, Indien, Italien, Nederländerna, Schweiz, Sverige och Tyskland var inbjudna. Syftet med sammanträdet var att Rossi di Montelera tyckte att det behövdes en global branschorganisation för annonsörsföreningar, vilket de andra tyckte också. Branschorganisationen fick namnet International Union of Advertisers Associations alternativt Union internationale des associations d'annonceurs (UIAA). År 1984 fick den sitt nuvarande namn.
År 2019 offentliggjorde WFA, på Cannes Lions International Advertising Festival, att branschorganisationen skulle grunda initiativet Global Alliance for Responsible Media (GARM) med syftet att stärka den digitala säkerheten och avlägsna skadlig och missvisande innehåll på internet, främst på sociala medier.

## Styrelsen
Senast uppdaterad: 7 augusti 2024. Organisationer med flaggor är nationella annonsörföreningar.
| Position        | Namn                    | Företag/Organisation                           |
| --------------- | ----------------------- | ---------------------------------------------- |
| Ordförande      | Raja Rajamannar         | Mastercard                                     |
| Vice ordförande | Jane Wakely             | Pepsico                                        |
| Kassör          | Jean-Luc Chetrit        | Union des Marques                              |
| Ledamöter       | Tracy Allery            | IBM                                            |
| Ledamöter       | Folake Ani-Mumuney      | First Bank of Nigeria                          |
| Ledamöter       | Fabrice Beaulieu        | Reckitt Benckiser                              |
| Ledamöter       | Edward Bell             | Cathay Pacific                                 |
| Ledamöter       | Eric Benoist            | Pernod Ricard                                  |
| Ledamöter       | Anders Bering           | Mars                                           |
| Ledamöter       | Luis DiComo             | Unilever                                       |
| Ledamöter       | Cristina Diezhandino    | Diageo                                         |
| Ledamöter       | Rupen Desai             | Una Terra                                      |
| Ledamöter       | Jan Morten Drange       | Anfo Annonsørforeningen                        |
| Ledamöter       | Asmita Dubey            | L'Oréal                                        |
| Ledamöter       | Aude Gandon             | Nestlé                                         |
| Ledamöter       | Cheryl Goh              | Grab                                           |
| Ledamöter       | Taide Guajardo          | Procter & Gamble                               |
| Ledamöter       | Charisse Hughes         | Kellanova                                      |
| Ledamöter       | Mounir Jazouli          | Bank of Africa                                 |
| Ledamöter       | Sunil Kataria           | Indian Society of Advertisers                  |
| Ledamöter       | Susanne Kunz            | Organisation Werbungtreibende im Markenverband |
| Ledamöter       | Catherine Lautier       | Danone                                         |
| Ledamöter       | Bob Liodice             | Association of National Advertisers            |
| Ledamöter       | Sandra Martinelli       | ABA – Associação Brasileira de Anunciantes     |
| Ledamöter       | Michelle McEttrick      | Primark                                        |
| Ledamöter       | Phil Myers              | Ferrero                                        |
| Ledamöter       | Aishwarya Nambiar       | Etihad Airways                                 |
| Ledamöter       | Susan O’Brien           | Just Eat                                       |
| Ledamöter       | Philip Perez            | Cámara Argentina de Anunciantes                |
| Ledamöter       | Ahmet Pura              | Reklamverenler Derneği                         |
| Ledamöter       | Liliya Rechitsky        | Best Buy                                       |
| Ledamöter       | Phil Smith              | Incorporated Society of British Advertisers    |
| Ledamöter       | Anne Stilling           | Vodafone                                       |
| Ledamöter       | Luc Suykens             | United Brands Association                      |
| Ledamöter       | Adrian Terron           | Tata Group                                     |
| Ledamöter       | Osamede Uwubamwen       | Advertisers Association of Nigeria             |
| Ledamöter       | Henriette van Swinderen | BVA Bond van adverteerders                     |
| Ledamöter       | Yang Han ping           | China Association of National Advertisers      |
| VD              | Stephan Loerke          |                                                |